# Abelardo Fernández
Abelardo Fernández Antuña (Gijón, 1970. április 19. –) spanyol válogatott labdarúgó, edző.
A spanyol válogatott tagjaként részt vett az 1992. évi nyári olimpiai játékokon, az 1994-es és az 1998-as világbajnokságon, illetve az 1996-os és a 2000-es Európa-bajnokságon.

## Sikerei, díjai
Barcelona
- Kupagyőztesek Európa-kupája (1): 1996–97
- UEFA-szuperkupa (1): 1997
- Spanyol bajnok (2): 1997–98, 1998–99
- Spanyol kupa (2): 1996–97, 1997–98
- Spanyol szuperkupa (2): 1994, 1996

Spanyolország U23
- Olimpiai bajnok (1): 1992